# Чорномаз Олексій Данилович
Олексій Данилович Чорномаз (нар. 26 березня 1921, Варварівка, Долинський район, Криворізька округа, Катеринославська губернія, Українська СРР, СРСР, нині Кропивницького району, Кіровоградської області, Україна) — вчитель, директор Варварівської СШ, знавець історії села і краю, збирач переказів та легенд, автор книги спогадів, учасник німецько-радянської війни.

## Життєпис
Народився в Котівці, кутку с. Варварівка, в родині хліборобів. Дитиною пережив голодомори 1922-23, 1932–1933, 1946—1947 років. Перед війною працював вчителем математики в Новомосковському районі. Був учасником ІІ Світової війни, в 1942-му потрапив у німецький полон, три роки працював в концтаборі «Шталаг № 326» на шахті в Німеччині, згодом в трудовому таборі СРСР на річці Камі. З вересня 1946 року мешкає в с. Варварівка. В середній школі спочатку працював вчителем математики, згодом завучем, директором. Тепер на пенсії.
Нагороджений орденами та медалями СРСР та України.
Є автором численних статей в місцевій пресі. 2016 року видано його книгу «Спогади з життя прожитого».